# Détroit de Tacoma
Le détroit de Tacoma, en anglais Tacoma Narrows, est un détroit des États-Unis situé dans l'État de Washington. Il constitue un rétrécissement (environ 1 300 mètres) du Puget Sound entre le Central Basin au nord et le South Basin au sud-ouest. Il est franchi par deux ponts suspendus parallèles, l'un édifié en 1950, l'autre en 2007, en remplacement du premier pont effondré en 1940.

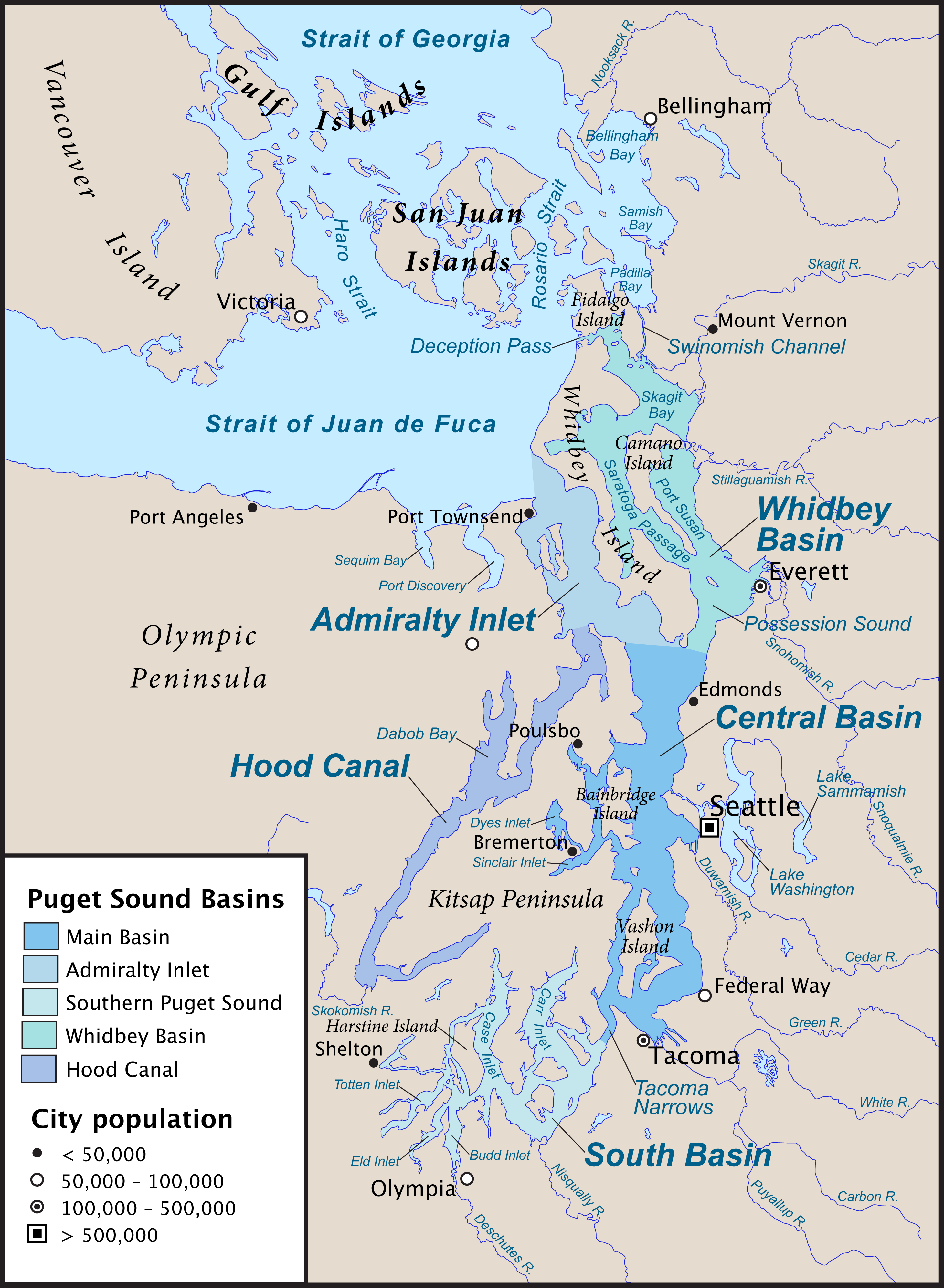
Carte du Puget Sound avec le détroit de Tacoma dans sa partie sud.